# First World Congress of Jewish Women
First World Congress of Jewish Women var en kongress som ägde rum i Wien i Österrike mellan 6 och 11 maj 1923. Den samlade omkring 200 delegater från över tjugo nationer. Sionismen var ett viktigt ämne, där kongressen tog ställning för judisk invandring till dåvarande Brittiska Palestina.
En separat judisk kvinnoorganisation växte fram nationellt under 1800-talet. Varje gång National Council of Jewish Women (NCJW) höll ett möte, bjöds ledarna för kvinnoorganisationerna in till det; det första mötet var Jewish Women’s Congress of 1893, och det var början på en internationell judisk kvinnorörelse. 
Någon internationell judisk kvinnoorganisation fanns dock inte, och under NCJW:s möte i London 1899 föreslogs första gången att skapa ett sådant. Som svar på detta skapades först Union of Jewish Women of England och därefter Jüdischer Frauenbund, och slutligen bildade dessa tre föreningar International Council of Jewish Women år 1912, med International Council of Women som förebild och Berta Pappenheim som ordförande.
Utvecklingen att organisationen avbröts dock av första världskriget, och det var först efter kriget som ICJW kunde utvecklas till en riktig organisation, genom First World Congress of Jewish Women i Wien 1923, som räknas som dess egentliga startpunkt. 